# Fujiwara no Michinaga
Fujiwara no Michinaga (藤原 道長?   966-1027) fue un político japonés y representó el cenit del control del clan Fujiwara en el gobierno del país. Ejerció de facto sobre Japón a comienzos del siglo XI, ya que fue padre de cuatro emperatrices (no reinantes), tío de dos emperadores y abuelo de otros tres.

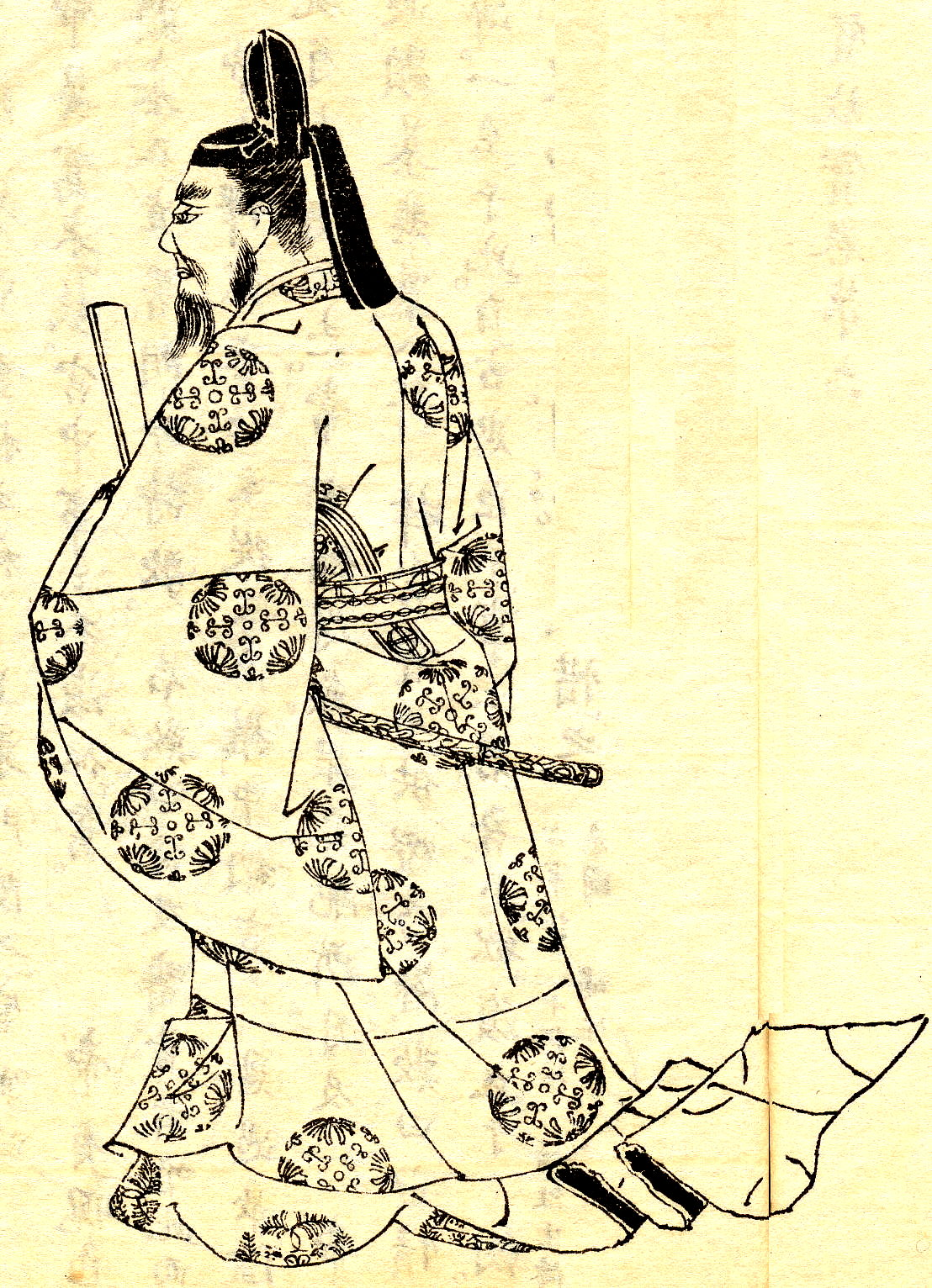
Fujiwara no Michinaga.

Fue el cuarto o quinto hijo de Fujiwara no Kaneie y su madre fue Tokihime. Entre sus hermanos había dos regentes y dos consortes imperiales. Comenzó su carrera política a los quince años, pero al ser el hijo menor no tuvo una presencia importante en la corte hasta que sus dos hermanos murieron de enfermedad en 995.
A partir de entonces comenzó a adquirir poder político y la aprobación de la corte sobre sus parientes, sobre todo de su sobrino Fujiwara no Korekicha. Fue nombreado Nairan, quien era el secretario del emperador y era quien revisaba los documentos antes de que el emperador los leyera.
Poco después Michinaga aprovechó una estrategia. Históricamente los emperadores siempre tenían una esposa; el Emperador Ichijō tenía hasta entonces como única esposa a una sobrina de Michinaga, pero después el emperador legalizó la presencia de dos emperatrices al mismo tiempo; así Michinaga aprovechó e hizo que su hija Fujiwara no Shōshi, fuera la segunda emperatriz en el año 1000 y recibiría el título de Chūgū (la primera emperatriz tenía el título de Kōgō). La muerte de la primera emperatriz garantizó el poder a Michinaga. Posteriormente la Emperatriz Shoshi daría luz a dos hijos: el futuro Emperador Go-Ichijō y el futuro Emperador Go-Suzaku. 
Cuando el emperador Ichijō se retiró en 1011, ascendió al trono el Emperador Sanjō, quien era primo de Michinaga. En este período ambos tuvieron divergencias y Michinaga presionó al emperador Sanjō a abdicar en 1016 en favor del emperador Go-Ichijō. En este año Michinaga tomaría posesión como regente sesshō hasta 1017, pero había usurpado el poder de kampaku a pesar de que no fuera nombrado así, por esta acción Michinaga es conocido como Mido Kampaku.
Después de esto se retiró de la vida política en 1019 y poco se supo de él hasta su muerte. Escribió un diario llamado Mido Kanpakuki, que es una fuente primaria de información acerca de la vida cortesana en la era Heian.